# Karlsruher Institut für Technologie
Karlsruher Institut für Technologie er en teknisk højskole i Karlsruhe og medlem af TU 9. Det er Tysklands ældste tekniske højskole. Der er 3.400 indskrevne studerende og 378 akademiske ansatte.

## Historie
Universität Karlsruhe blev grundlagt i 1826 af storhertug Ludvig 1. af Baden som et Polytechnikum; forbilledet var École polytechnique i Paris. I 1865 blev skolen af storhertug Frederik 1. af Baden ophøjet til teknisk højskole, deraf navnet Fridericiana, som skolen nogle gange kaldes. 
I 1888 beviste Heinrich Hertz eksistensen af elektromagnetiske bølger i et auditorium, som stadig eksisterer. I 1904 optog skolen som den første højskole i Tyskland en kvindelig student, som gennemførte en hel uddannelse.
I 1967 skiftede skolen navn til Universität Karlsruhe, men begrebet Technische Hochschule (TH) blev beholdt som tilføjelse til navnet. 
I 2009 fusionerede Universität Karlsruhe med Forschungszentrum Karlsruhe og fik derved sit nuværende navn.

## Berømte studenter
- Arkitekten Albert Speer.

## Eksterne links
- Karlsruher Institut für Technologies hjemmeside

49°05′59″N 8°25′55″Ø / 49.0996°N 8.4319°Ø